# Гохберг, Израиль Цудикович
Изра́иль Цу́дикович Го́хберг (ивр. ישראל גוֹכְברג‎; ‎ 23 августа 1928, Тарутино, Бессарабия — 12 октября 2009, Раанана, Израиль) — молдавский советский и израильский математик, один из крупнейших теоретиков в области функционального анализа.
Основные результаты научной работы — в области функционального анализа, теории операторов, интегральных уравнений, теории матриц, численных методов, теории систем и комбинаторной геометрии.

## Биография

### Ранние годы
Израиль Гохберг родился в колонии Тарутино на юге Бессарабии в семье Цудика Ициковича Гохберга (1900—1942) и Хаи Исааковны Гохберг (1904—1984), — хозяина небольшой типографии (бухгалтера по профессии) и акушерки. Это поселение — теперь райцентр Тарутинского района Одесской области Украины — в те годы было населено преимущественно швабскими немцами; четверть населения составляли евреи. Гохберг учился в еврейской школе в Тарутино, затем в румынской гимназии в Оргееве. С приходом советской власти в 1940 году его отец был арестован и умер в Печлаге в 1942 году (реабилитирован посмертно в 1968 году). В начале Великой Отечественной войны тринадцатилетний Изя Гохберг с матерью и семилетней сестрой эвакуировались в Ворошиловский район Фрунзенской области Киргизии, там он окончил среднюю школу при Васильевском совхозе. Важную роль в математическом образовании Гохберга сыграл его школьный учитель Модест Семёнович Шумбарский, окончивший перед войной Варшавский университет и защитивший дипломную работу под руководством известного польского тополога Кароля Борсука.
В 1946 году Гохберг поступил в Киргизский государственный педагогический институт, где после первого года обучения стал Сталинским стипендиатом. После второго курса — в 1948 году — вернулся в Молдавию и поселился в Кишинёве, где с отличием окончил физико-математический факультет Кишинёвского государственного университета. В годы обучения значительное влияние на начинающего математика оказали В. А. Андрунакиевич (ученик профессора МГУ А. Г. Куроша), Д. Л. Пикус (ученик профессора МГУ В. Ф. Кагана) и И. А. Ицкович (ученик профессора ЛГУ С. Г. Михлина). Несмотря на научные успехи и диплом с отличием, Гохбергу было отказано в поступлении в аспирантуру и в 1951 году он был направлен на работу в Сорокский учительский институт.

### Научная деятельность в Молдавии
В том же 1951 году Гохберг опубликовал свою первую научную работу в области функционального анализа и уже из Сорок продолжил публиковаться в центральных математических изданиях страны («Доклады Академии Наук СССР», «Успехи математических наук», «Математический сборник», а также «Известия академии наук МССР»). В 1953 году Гохберг был переведён в Бельцкий педагогический институт, где получил должность доцента, а затем и заведующего кафедрой математики. Будучи в Бельцах, экстерном защитил кандидатскую диссертацию в Ленинградском государственном педагогическом институте имени А. И. Герцена (оппоненты — Г. П. Акилов и С. Г. Михлин, 1954) и начал научное сотрудничество с крупнейшим советским математиком Марком Григорьевичем Крейном, уволенным из Одесского государственного университета в разгар кампании против безродного космополитизма. Сотрудничество с Крейном, ставшим учителем и научным наставником молодого математика, привело к двум совместным монографиям и защите докторской диссертации в Московском государственном университете имени М. В. Ломоносова в 1964 году (оппоненты — С. Г. Михлин, М. А. Наймарк и Г. Е. Шилов) по рецензии Института прикладной математики АН СССР (под руководством М. В. Келдыша).
В 1959 году Гохберг был приглашён в Кишинёв, где возглавил отдел функционального анализа в Институте математики академии наук Молдавской ССР (тогда — молдавский филиал АН СССР). Преподавал на кафедре математики и информатики Кишинёвского государственного университета. В эти годы он совместно с М. Г. Крейном добивается серьёзных результатов в разработке теории линейных несамосопряжённых операторов (опубликована отдельной монографией в 1965 году), а также теории фредгольмовых операторов и их приложений, которые выдвинули его как одного из крупнейших советских математиков. Начиная с Международного математического конгресса (1966) в Москве Гохберг и Крейн выступали на математических конференциях и публиковались от имени математика ГоКра. В 1967 году выходит вторая совместная монография Гохберга и Крейна «Теория вольтерровых операторов в гильбертовом пространстве и её приложение».
В 1966 году он получает звание профессора, становится членом московского математического общества и возглавляет теперь уже сектор функционального анализа и приближённых методов Института математики АН МССР. В 1970 году избран членом-корреспондентом Молдавской академии наук (лишён членства в 1974 году в связи с репатриацией в Израиль). К 1974 году Гохбергом (с соавторами) было издано 136 научных трудов и 7 монографий, подготовлено несколько докторов наук, в том числе таких ведущих молдавских математиков как А. С. Маркус, И. А. Фельдман, Н. Я. Крупник, А. А. Семенцул, О. И. Сойбельман и около 30 кандидатов наук (Л. С. Гольденштейн, Юрген Лайтерер, Р. В. Дудучава, В. А. Золотаревский, Г. И. Руссу, В. П. Солтан и другие). Дальнейшая научная и преподавательская деятельность в Молдавии, однако, наталкивалась на непреодолимые трудности. Участие в международных конференциях, несмотря на персональные приглашения, становится невозможным; под предлогом, якобы, его болезни на его место в делегациях назначают начинающих специалистов. В 1974 году, после отказа в выездной визе и года без работы, ему удаётся выехать в Израиль, и он с семьёй (мать, жена Белла Яковлевна, две дочери) селится в пригороде Тель-Авива.

### В Израиле
Сразу же по приезде Израиль Гохберг становится профессором Тель-Авивского университета (с 1996 года — professor emeritus) и Научного института Вейцмана в Реховоте (1975—1983). В 1981—1998 годах — заведующий кафедрой математического анализа и теории операторов имени Натана и Лили Сильвер Тель-Авивского университета. С 1983 по 1998 год также — профессор Свободного университета в Амстердаме (с 1998 года — professor emeritus), приглашённый профессор ряда университетов США и Канады. Иностранный член Королевской академии искусств и наук Нидерландов (с 1985 года). Почётный доктор Высшей технической школы в Дармштадте (1997), Венского университета (2001), Западного университета в Тимишоаре (Doctor Honoris Causa, 2002), Государственного университета Молдовы (Кишинёв, Doctor Honoris Causa, 2003), Бельцкого государственного университета «Алеку Руссо» (Doctor Honoris Causa, 2003) и Израильского института технологии (Технион, Хайфа, 2008), почётный член Общества по прикладной и индустриальной математике SIAM (Society for Industrial and Applied Mathematics, 2009).
Награждён премиями Ландау по математике (1976), Ротшильда по математике (1985), Гумбольдта (1992), Ганса Шнайдера по линейной алгебре (1994) и премией имени М. Г. Крейна (2008). В 1996 году Гохберг был восстановлен членом-корреспондентом Академии наук Молдовы.
Научная продуктивность Гохберга очень велика. На июль 2007 года (согласно Science Citation database) им (с соавторами) опубликовано около 500 статей и 25 монографий на английском языке, некоторые из которых вышли в переводах на другие языки (японский, французский, венгерский, испанский и немецкий). Гохберг также был основателем (1978) и главным редактором издающегося в Базеле ежемесячного журнала «Integral Equations and Operator Theory» (Интегральные уравнения и теория операторов). Под его редакцией выходит серия книг «Operator Theory: Advances and Applications» (Теория операторов: успехи и приложения) — на сегодняшний день опубликовано 180 томов. Серия научных сборников была издана по материалам юбилейных международных конференций к шестидесятилетию (Калгари, 1988), семидесятилетию (Беер-Шева, 1998) и семидесятипятилетию (Кальяри, 2003) математика. Юбилейный симпозиум к восьмидесятилетию Гохберга был проведён в Уильямсберге (штат Виргиния, США) в августе 2008 года; по материалам симпозиума был издан коллективный сборник научных трудов «Israel Gohberg and Friends». Неполный индекс Хирша 65 (D-index, 2023).
И. Ц. Гохберг — один из основателей и пожизненный президент Международного семинара по теории операторов и их приложениям (International Workshops on Оperator Тheory and Applications, или IWOTA Архивная копия от 14 июля 2007 на Wayback Machine). IWOTA организует международные конференции по теории операторов и их приложений (18 таких конференций к 2007 году). Гохберг был организатором 11 так называемых «теплицевых чтений» — международных конференций в Тель-Авивском университете, посвящённых памяти математика Отто Теплица, который после побега из нацистской Германии жил с семьёй в Иерусалиме.
Среди учеников Гохберга в Тель-Авивском университете — Лейба Родман, Исраэль Колтрахт, Нир Коэн, Вадим Ольшевский, Aшер Бен-Арци, Даниэль Алпай и другие.

## Основные научные достижения
- Теория фредгольмовых операторов и её приложения.
- Одномерные и многомерные сингулярные интегральные операторы; символ как преобразование Гельфанда, или конечномерные представления в банаховых алгебрах.
- Уравнения Винера — Хопфа, бесконечные теплицевы матрицы и факторизация матричных функций.
- Общая теория несамосопряжённых операторов и её приложения, след и определитель в бесконечномерном случае.
- Проекционные методы для уравнений Винера — Хопфа и их дискретных аналогов.
- Быстрые алгоритмы обращения, формулы Гохберга — Семенцула, формулы Гохберга — Хайнига и формулы Гохберга — Крупника для обращения конечных матриц Отто Тёплица и их континуальных аналогов.
- Факторизация операторов и характеристических функций, факторизация оператор функций, локальный принцип.
- Линейные вход/выход системы, реализация и метод пространств состояний.
- Ленточный метод экстраполяции и интерполяции и их приложения, принцип максимума энтропии.
- Интерполяция матричных функций с метрическими ограничениями, приложения к проблемам теории систем и теории управления и контроля.
- Теория голоморфных оператор функций, локальный/глобальный метод, принцип Ока — Грауерта.
- Численные методы для матриц, быстрые алгоритмы для структурных матриц, матрицы с дисплейсемент-структурой, квазисепарабельные и сепарабельные представления матриц.
- Индефинитная линейная алгебра.
- Теория частично определённых матриц.

## Семья
- Жена (с 1956 года) — Белла Яковлевна Гохберг, врач-эндокринолог.
  - Дочери — Цвия (Вилия, 1956) и Янина (1960).

## Избранная библиография

### Книги на русском языке
- Гохберг, И. Ц., Крейн, М. Г. Введение в теорию линейных несамосопряжённых операторов. Москва: Наука, 1965. Издания на английском языке: Провиденс: American Mathematical Society, 1969, 1978, 1983, 1988. На французском языке: Париж: Dunod, 1971.
- Гохберг, И. Ц., Болтянский, В. Г. Теоремы и задачи комбинаторной геометрии (полный текст здесь Архивная копия от 28 сентября 2007 на Wayback Machine). Москва: Наука, 1965. Издание на английском языке: Кембридж: Cambrige University Press, 1985. На венгерском языке: Будапешт: Tankönyvkiadó, 1970. На немецком языке: Берлин: Deutsche Verlag der Wissenschaften, 1972.
- Гохберг, И. Ц., Крейн, М. Г. Теория вольтерровых операторов в гильбертовом пространстве и её приложение. Москва: Наука, 1967. На английском языке: Провиденс: American Mathematical Society, 1970.
- Гохберг, И. Ц., Фельдман, И. А. Проекционные методы решения уравнений Винера-Хопфа. Кишинёв: Штиинца, 1967.
- Гохберг, И. Ц., Болтянский, В. Г. Разбиение фигур на меньшие части (полный текст здесь Архивная копия от 28 сентября 2007 на Wayback Machine). Москва: Наука, 1971. На английском языке: Чикаго: University of Chicago Press, 1980. На венгерском языке: Будапешт: Tankönyvkiadó, 1976. На испанском языке: Москва: Мир, 1973.
- Гохберг, И. Ц., Фельдман, И. А. Уравнения в свёртках и проекционные методы их решения. Москва: Наука, 1971. На английском языке: Провиденс: American Mathematical Society, 1974. На немецком языке: Берлин: Akademie-Verlag, 1974.
- Гохберг, И. Ц., Крупник, Н. Я. Введение в теорию одномерных сингулярных интегральных операторов. Кишинёв: Штиинца, 1973. На немецком языке: Базель: Birkhauser Verlag, 1979.

### Книги на английском языке
- Introduction to the Theory of Linear Nonselfadjoint Operators (перевод с русского). Провиденс: American Mathematical Society, 1969. Переиздания: 1978, 1983, 1988. На французском языке: Париж: Dunod, 1971.
- Theory and Applications of Volterra Operators in Hilbert Space (с М. Г. Крейном, перевод с русского). Провиденс: American Mathematical Society, 1970.
- Convolution Equations and Projection Methods for Their Solution (с И. А. Фельдманом). Провиденс: American Mathematical Society, 1974.
- Recent Progress in Operator Theory. Нью-Йорк: Springer-Verlag, 1980.
- The decomposition of figures into smaller parts (с В. Г. Болтянским, перевод с русского). Чикаго: University of Chicago Press, 1980.
- Basic Operator Theory (с Seymour Goldberg). Базель: Birkhäuser, 1981.
- Factorization of matrix functions and singular integral operators (c K. Clancey). Базель—Бостон—Штутгарт: Birkhäuser Verlag, 1981.
- Matrix Polynomials (с Peter Lancaster и Leiba Rodman). Берлин: Academie Verlag, 1982; переиздана — Филадельфия: The Society for Industrial and Applied Mathematics (SIAM), 2009.
- Matrices and Indefinite Scalar Products. Базель: Birkhäuser, 1984.
- Results and Problems in Combinatorial Geometry (с В. Г. Болтянским, перевод с русского). Кембридж: Cambridge University Press, 1985.
- Constructive Methods of Wiener-Hopf Factorization. Базель: Birkhäuser, 1986.
- Invariant Subspaces of Matrices With Applications (Canadian Mathematical Society Series of Monographs and Advanced Texts). John Wiley & Sons, 1986; переиздана — Филадельфия: SIAM, 2006.
- Topics in Operator Theory and Interpolation. Базель: Birkhäuser, 1988.
- Topics in Interpolation Theory Of Rational Matrix Valued functions. Нью-Йорк: Springer-Verlag, 1988.
- Orthogonal Matrix-Valued Polynomials and Applications. Нью-Йорк: Springer-Verlag, 1988.
- An Introduction to Operator Polynomials. Базель: Birkhäuser, 1989.
- Interpolation of Rational Matrix Functions (с Joseph A. Ball и Leiba Rodman). Базель: Birkhäuser, 1990.
- One Dimensional Linear Singular Integral Equations: Introduction (с Н. Я. Крупником). Базель: Birkhäuser, 1991.
- One-Dimensional Linear Singular Integral Equations: General Theory and Applications (вторая часть, Н. Я. Крупником). Нью-Йорк: Springer-Verlag, 1992.
- Time-Variant Systems and Interpolation. Нью-Йорк: Springer-Verlag, 1992.
- Continuous and Discrete Fourier Transforms. Нью-Йорк: Springer-Verlag, 1992.
- Contributions to Operator Theory and its Applications: The Tsuyoshi Ando Anniversary Volume (с Takayuki Furuta). Базель: Birkhäuser, 1993.
- New Aspects in Interpolation and Completion Theories. Нью-Йорк: Springer-Verlag, 1993.
- Classes of Linear Operators (с Seymour Goldberg и M.A. Kaashoek). Базель: Birkhäuser, 1993.
- Classes of Linear Operators, в двух томах (с M. Kaashok). Базель: Birkhäuser, 1993.
- Matrix and Operator Valued Functions. Нью-Йорк: Springer-Verlag, 1994.
- Operator Theory and Boundary Eigenvalue Problems. Базель: Birkhäuser, 1995.
- Indefinite Linear Algebra and Applications (с Peter Lancaster и Leiba Rodman). Базель: Birkhäuser, 1995.
- Partially Specified Matrices and Operators: Classification, Completion, Applications (с M. A. Kaashoek и Frederik Van Schagen). Базель: Birkhäuser, 1995.
- Differential and Integral Operators. Нью-Йорк: Springer-Verlag, 1998.
- Traces and Determinants of Linear Operators (с Н. Я. Крупником и Seymour Goldberg). Базель: Birkhäuser, 2000.
- Basic Operator Theory (с Seymour Goldberg). Базель: Birkhäuser, 2001.
- Orthogonal Systems and Convolution Operators (с Robert L. Ellis). Базель: Birkhäuser, 2003.
- Basic Classes of Linear Operators (с Seymour Goldberg и Marinus A. Kaashoek). Базель: Birkhäuser, 2004.
- Indefinite Linear Algebra and Applications (с Peter Lancaster и Leiba Rodman). Базель: Birkhäuser, 2005.
- Invariant Subspaces of Matrices with Applications (серия Classics in Applied Mathematics, с Peter Lancaster и Leiba Rodman, переиздание). Базель: Birkhäuser, 2006.
- Factorization of Matrix and Operator Functions: The State Space Method (с Harm Bart, Marinus A. Kaashoek и André C.M. Ran). Базель: Birkhäuser, 2007.
- A State Space Approach to Canonical Factorization with Applications: Preliminary Entry 332 (с Harm Bart, Marinus A. Kaashoek и André C.M. Ran). Базель: Birkhäuser, 2008.
- Holomorphic Operator Functions of One Variable and Applications: Methods from Complex Analysis in Several Variables (с Jürgen Leiterer). Operator Theory: Advances and Applications, Vol. 192. Базель: Birkhäuser, 2009.
- Separable Type Representations of Matrices and Fast Algorithms. Volume 1: Basics. Completion Problems. Multiplication and Inversion Algorithms (с Yuli Eidelman и Iulian Haimovici). Базель: Birkhäuser, 2013.
- Separable Type Representations of Matrices and Fast Algorithms. Volume 2: Eigenvalue Method (с Yuli Eidelman и Iulian Haimovici). Базель: Birkhäuser, 2014.

### Под редакцией И. Ц. Гохберга
С конца 1980-х годов под общей редакцией проф. Гохберга швейцарским издательством «Birkhäuser» (Базель—Бостон—Штутгарт) выпускалась книжная серия «Operator Theory Advances and Applications». В ней публиковались материалы международных конференций, монографии, обзоры и научные сообщения. Количество объёмистых (до 1000 страниц) томов серии при жизни И. Ц. Гохберга достигло почти двухсот.

### Юбилейные изданияв честь И. Ц. Гохберга
- The Gohberg Anniversary Collection: Topics in Analysis and Operator Theory (Calgary Conference and Matrix Theory Papers in honour of I. Gohberg, в двух томах, 1064 стр.). Под редакцией Harry Dym, Seymour Goldberg, Marinus A. Kaashoeck и Peter Lancaster. Базель: Birkhäuser, 1989.
- Recent Advances in Operator Theory and Its Applications: The Israel Gohberg Anniversary Volume. Под редакцией Marinus A. Kaashoek, Sebastiano Seatzu и Cornelis van der Mee. Базель: Birkhäuser, 2005.
- Israel Gohberg and Friends: On the Occasion of his 80th Birthday. Под редакцией Harm Bart, Thomas Hempfling и Marinus A. Kaashoek. Базель: Birkhäuser, 2008.
- Topics in Operator Theory. Volume 1: Operators, Matrices and Analytic Functions. Edited by Leiba Rodman, Joseph A. Ball, Vladimir Bolotnikov, J. William Helton, Ilya M. Spitkovsky. Базель: Birkhäuser, 2010[7].